# ローランド・US-2
US-2（ゆーえす）は、ローランドが1980年初頭に発表したGRシリーズ用24ピン・ケーブル対応「スイッチ・ボックス」。

## 概要
GRギター・コントローラーにGR-100またはGR-300ギターシンセサイザーを2台接続するためのスイッチ・ボックス。ギターからの信号をA/Bチャンネルに接続されたGRシステムに分配し、個別にオンオフすることができる。ボディーは黒色にペイントされたスティール製の「ブラックボックス」。

## 構造
- 接続ポート： GR対応24ピンコネクター　入力ポート×1 / 出力ポート×2
- 内部にはMC14XXXシリーズのアナログスイッチが使用されている。
- 電源供給は、出力ポートに接続されたGRユニット側から供給される。
- フットスイッチは、ノンラッチ動作。A/B間のリレーションは無い。
- オフ時にはLEDがフラッシングする。
- 筐体は堅牢なスチール製で、スポット溶接によって組み立てられている。

## その他のトピック
eBayなどのインターネットオークションではレアアイテムとして扱われていて、時にはGR-300よりも高価な値段で取引されている。対応機種はGR-100、GR-33B、GR-300、GR-700。（GR-500への対応は不明）